# Stada
STADA (нем. STADA Arzneimittel AG) — международная группа фармацевтических компаний. Штаб-квартира расположена в городе Бад-Фильбель (Германия).

## История
Компания была основана в 1895 году в Дрездене как кооператив фармацевтов, занимающийся разработкой и производством лекарств. Первоначально название STADA было аббревиатурой от Standardarzneimittel Deutscher Apotheker, что в переводе на русский язык означает «Стандарт препаратов немецких аптек».
В 1975 году руководство компании приняло решение о работе в сегменте дженериков. Это направление является для STADA основным до сих пор.
В 1997 году STADA вышла на IPO неголосующих привилегированных акций, появились котировки на фондовых биржах Франкфурта и Дюссельдорфа.
С 2017 года основным акционером является американская инвестиционная компания Bain Capital.

### В России

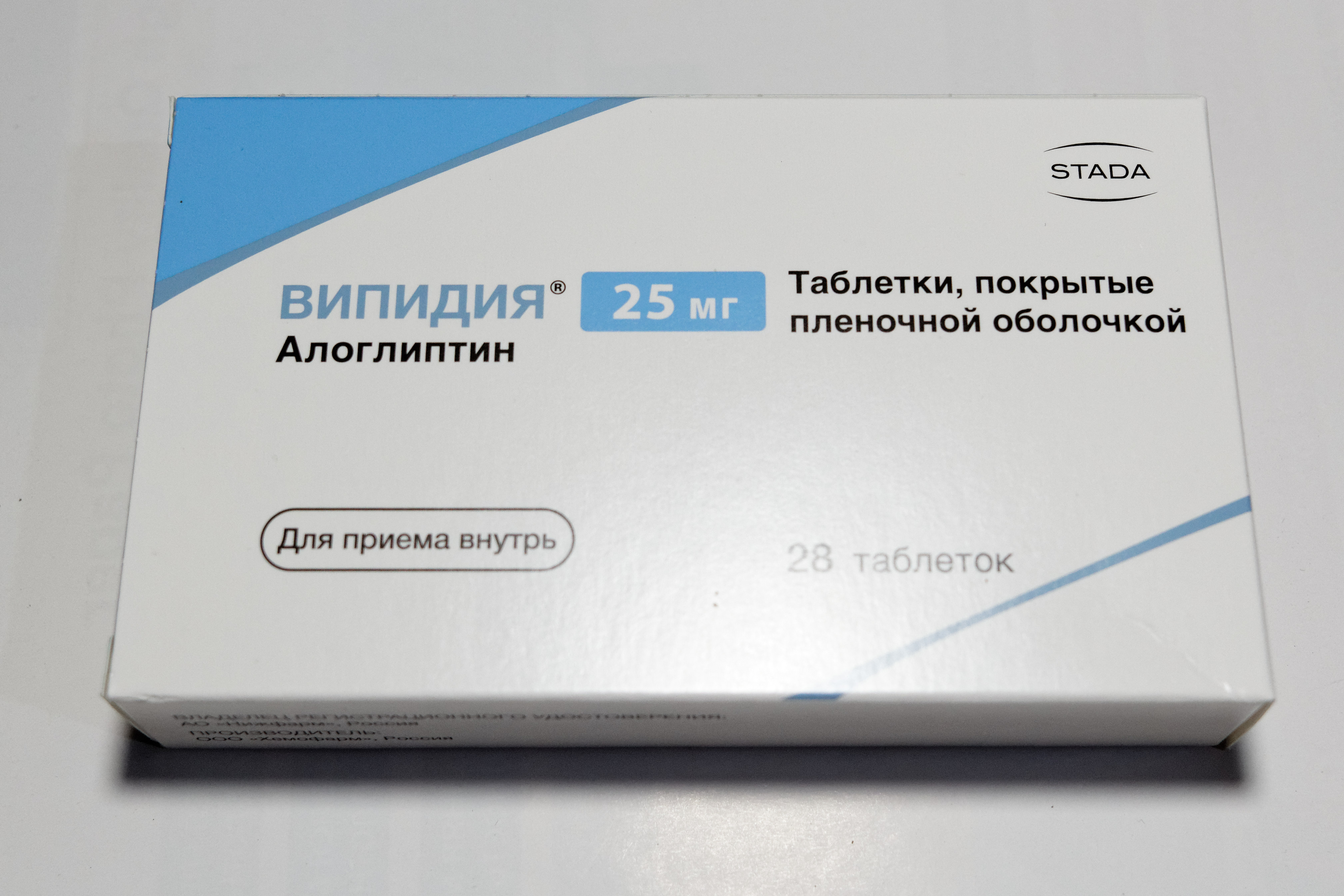
Алоглиптин завода Хемофарм с маркировкой Stada, закупаемый из бюджета Москвы и выдаваемый бесплатно по ОМС

На российском рынке компания начала работать с 2001 года. В состав компании входили 4 производственных предприятия: «Нижфарм» (Нижний Новгород), «Хемофарм» (Обнинск), «Скопинфарм» (Скопин) и «Макиз-фарма» (Москва). 
В августе 2012 года компания продала местному менеджменту два завода – «Макиз-фарма» и «Скопинский фармацевтический завод».
В октябре 2023 года Stada вывела свое российское подразделение «Нижфарм» в отдельную компанию. Однако, от официальных комментариев Stada и «Нижфарм» отказались.

## Деятельность
Производственные мощности расположены в Германии, Великобритании, Австрии, Чехии, России, Словении, Сербии, Боснии и Герцеговине, Украине и КНР. Страны с наибольшим объёмом продаж в 2021 году: Германия (648 млн евро), Россия (528 млн евро), Великобритания (323 млн евро), Италия (276 млн евро), Бельгия (211 млн евро).
Основные подразделения по состоянию на 2021 год:
- Дженерики — 41 % выручки;
- Безрецептурные препараты — 40 % выручки;
- Препараты для редких заболеваний — 19 % выручки.